# Ichneumon devastator
Ichneumon devastator är en stekelart som beskrevs av Franz Paula von Schrank 1781. Ichneumon devastator ingår i släktet Ichneumon och familjen brokparasitsteklar. Inga underarter finns listade i Catalogue of Life.